# Xixianykus zhangi
Xixianykus zhangi  es la única especie conocida del género extinto Xixianykus de dinosaurio terópodo alvarezsáurido que vivió a finales del período geológico Cretácico, hace aproximadamente entre 87 y 85 millones de años durante el Coniaciense y Santoniense, en lo que es hoy Asia. Se ha encontrado fósil de este dinosaurio en el actual Henan, China. Se ha encontrado un esqueleto bastante completo, el holotipo, XMDFEC V0011.

## Descripción
Xixianykus era un animal pequeño, de unos 50 centímetros de largo y 20 centímetros de alto. Es uno de los dinosaurios no avianos más pequeños que se conocen. Xixianykus parece tener muchas adaptaciones para un estilo de vida más corredor. A pesar de su pequeño tamaño tenía piernas de 20 centímetros de largo, proporcionalmente muy largas, con un fémur corto combinado con unos alargados tibia y metatarso, los cuales son buenos indicadores de que era un rápido corredor. Probablemente estaba cubierto de plumas.

## Descubrimiento e investigación
El fósil, holotipo XMDFEC V0011 , se encontró en la Formación Majiacun en la provincia de Henan, China. El fósil consiste en un esqueleto parcial, sin el cráneo. También se han recuperado partes de las patas traseras, la pelvis y la columna vertebral. La especie tipo es Xixianykus zhangi fue descrita en 2010 por Xu Xing. El nombre del género se refiere al condado de Xixia y a la palabra griega para garra, " onyx ". Este último es un elemento común utilizado en los nombres de avarezsáuridos . El nombre de la especie es en honor a Zhang Xinglao.

## Clasificación
Es uno de los más antiguos de los más derivados alvarezsauroides, los parvicursorinos, que a diferencia de este género vivieron en el Campaniense o el Maastrichtiense.

### Filogenia
A continuación vemos el cladograma según Xu et al. en 2011,

|  | Albertonykus                        |
|  |                                     |
|  | alvarezsaurio sin nombre (YPM 1049) |
|  |                                     |

|  | Parvicursor                      |
|  |                                  |
|  | alvarezsaurio de Tugriken Shireh |
|  |                                  |

|  | Shuvuuia  |
|  |           |
|  | Mononykus |
|  |           |

|  | Parvicursor                      |
|  |                                  |
|  | alvarezsaurio de Tugriken Shireh |
|  |                                  |

|  | Shuvuuia  |
|  |           |
|  | Mononykus |
|  |           |

|  | Parvicursor                      |
|  |                                  |
|  | alvarezsaurio de Tugriken Shireh |
|  |                                  |

|  | Shuvuuia  |
|  |           |
|  | Mononykus |
|  |           |

|  | Parvicursor                      |
|  |                                  |
|  | alvarezsaurio de Tugriken Shireh |
|  |                                  |

|  | Shuvuuia  |
|  |           |
|  | Mononykus |
|  |           |

|  | Albertonykus                        |
|  |                                     |
|  | alvarezsaurio sin nombre (YPM 1049) |
|  |                                     |

|  | Parvicursor                      |
|  |                                  |
|  | alvarezsaurio de Tugriken Shireh |
|  |                                  |

|  | Shuvuuia  |
|  |           |
|  | Mononykus |
|  |           |

|  | Parvicursor                      |
|  |                                  |
|  | alvarezsaurio de Tugriken Shireh |
|  |                                  |

|  | Shuvuuia  |
|  |           |
|  | Mononykus |
|  |           |

|  | Parvicursor                      |
|  |                                  |
|  | alvarezsaurio de Tugriken Shireh |
|  |                                  |

|  | Shuvuuia  |
|  |           |
|  | Mononykus |
|  |           |

|  | Parvicursor                      |
|  |                                  |
|  | alvarezsaurio de Tugriken Shireh |
|  |                                  |

|  | Shuvuuia  |
|  |           |
|  | Mononykus |
|  |           |

|  | Albertonykus                        |
|  |                                     |
|  | alvarezsaurio sin nombre (YPM 1049) |
|  |                                     |

|  | Parvicursor                      |
|  |                                  |
|  | alvarezsaurio de Tugriken Shireh |
|  |                                  |

|  | Shuvuuia  |
|  |           |
|  | Mononykus |
|  |           |

|  | Parvicursor                      |
|  |                                  |
|  | alvarezsaurio de Tugriken Shireh |
|  |                                  |

|  | Shuvuuia  |
|  |           |
|  | Mononykus |
|  |           |

|  | Parvicursor                      |
|  |                                  |
|  | alvarezsaurio de Tugriken Shireh |
|  |                                  |

|  | Shuvuuia  |
|  |           |
|  | Mononykus |
|  |           |

|  | Parvicursor                      |
|  |                                  |
|  | alvarezsaurio de Tugriken Shireh |
|  |                                  |

|  | Shuvuuia  |
|  |           |
|  | Mononykus |
|  |           |

|  | Albertonykus                        |
|  |                                     |
|  | alvarezsaurio sin nombre (YPM 1049) |
|  |                                     |

|  | Parvicursor                      |
|  |                                  |
|  | alvarezsaurio de Tugriken Shireh |
|  |                                  |

|  | Shuvuuia  |
|  |           |
|  | Mononykus |
|  |           |

|  | Parvicursor                      |
|  |                                  |
|  | alvarezsaurio de Tugriken Shireh |
|  |                                  |

|  | Shuvuuia  |
|  |           |
|  | Mononykus |
|  |           |

|  | Parvicursor                      |
|  |                                  |
|  | alvarezsaurio de Tugriken Shireh |
|  |                                  |

|  | Shuvuuia  |
|  |           |
|  | Mononykus |
|  |           |

|  | Parvicursor                      |
|  |                                  |
|  | alvarezsaurio de Tugriken Shireh |
|  |                                  |

|  | Shuvuuia  |
|  |           |
|  | Mononykus |
|  |           |

|  | Albertonykus                        |
|  |                                     |
|  | alvarezsaurio sin nombre (YPM 1049) |
|  |                                     |

|  | Parvicursor                      |
|  |                                  |
|  | alvarezsaurio de Tugriken Shireh |
|  |                                  |

|  | Shuvuuia  |
|  |           |
|  | Mononykus |
|  |           |

|  | Parvicursor                      |
|  |                                  |
|  | alvarezsaurio de Tugriken Shireh |
|  |                                  |

|  | Shuvuuia  |
|  |           |
|  | Mononykus |
|  |           |

|  | Parvicursor                      |
|  |                                  |
|  | alvarezsaurio de Tugriken Shireh |
|  |                                  |

|  | Shuvuuia  |
|  |           |
|  | Mononykus |
|  |           |

|  | Parvicursor                      |
|  |                                  |
|  | alvarezsaurio de Tugriken Shireh |
|  |                                  |

|  | Shuvuuia  |
|  |           |
|  | Mononykus |
|  |           |

|  | Albertonykus                        |
|  |                                     |
|  | alvarezsaurio sin nombre (YPM 1049) |
|  |                                     |

|  | Parvicursor                      |
|  |                                  |
|  | alvarezsaurio de Tugriken Shireh |
|  |                                  |

|  | Shuvuuia  |
|  |           |
|  | Mononykus |
|  |           |

|  | Parvicursor                      |
|  |                                  |
|  | alvarezsaurio de Tugriken Shireh |
|  |                                  |

|  | Shuvuuia  |
|  |           |
|  | Mononykus |
|  |           |

|  | Parvicursor                      |
|  |                                  |
|  | alvarezsaurio de Tugriken Shireh |
|  |                                  |

|  | Shuvuuia  |
|  |           |
|  | Mononykus |
|  |           |

|  | Parvicursor                      |
|  |                                  |
|  | alvarezsaurio de Tugriken Shireh |
|  |                                  |

|  | Shuvuuia  |
|  |           |
|  | Mononykus |
|  |           |

|  | Albertonykus                        |
|  |                                     |
|  | alvarezsaurio sin nombre (YPM 1049) |
|  |                                     |

|  | Parvicursor                      |
|  |                                  |
|  | alvarezsaurio de Tugriken Shireh |
|  |                                  |

|  | Shuvuuia  |
|  |           |
|  | Mononykus |
|  |           |

|  | Parvicursor                      |
|  |                                  |
|  | alvarezsaurio de Tugriken Shireh |
|  |                                  |

|  | Shuvuuia  |
|  |           |
|  | Mononykus |
|  |           |

|  | Parvicursor                      |
|  |                                  |
|  | alvarezsaurio de Tugriken Shireh |
|  |                                  |

|  | Shuvuuia  |
|  |           |
|  | Mononykus |
|  |           |

|  | Parvicursor                      |
|  |                                  |
|  | alvarezsaurio de Tugriken Shireh |
|  |                                  |

|  | Shuvuuia  |
|  |           |
|  | Mononykus |
|  |           |

|  | Albertonykus                        |
|  |                                     |
|  | alvarezsaurio sin nombre (YPM 1049) |
|  |                                     |

|  | Parvicursor                      |
|  |                                  |
|  | alvarezsaurio de Tugriken Shireh |
|  |                                  |

|  | Shuvuuia  |
|  |           |
|  | Mononykus |
|  |           |

|  | Parvicursor                      |
|  |                                  |
|  | alvarezsaurio de Tugriken Shireh |
|  |                                  |

|  | Shuvuuia  |
|  |           |
|  | Mononykus |
|  |           |

|  | Parvicursor                      |
|  |                                  |
|  | alvarezsaurio de Tugriken Shireh |
|  |                                  |

|  | Shuvuuia  |
|  |           |
|  | Mononykus |
|  |           |

|  | Parvicursor                      |
|  |                                  |
|  | alvarezsaurio de Tugriken Shireh |
|  |                                  |

|  | Shuvuuia  |
|  |           |
|  | Mononykus |
|  |           |

|  | Albertonykus                        |
|  |                                     |
|  | alvarezsaurio sin nombre (YPM 1049) |
|  |                                     |

|  | Parvicursor                      |
|  |                                  |
|  | alvarezsaurio de Tugriken Shireh |
|  |                                  |

|  | Shuvuuia  |
|  |           |
|  | Mononykus |
|  |           |

|  | Parvicursor                      |
|  |                                  |
|  | alvarezsaurio de Tugriken Shireh |
|  |                                  |

|  | Shuvuuia  |
|  |           |
|  | Mononykus |
|  |           |

|  | Parvicursor                      |
|  |                                  |
|  | alvarezsaurio de Tugriken Shireh |
|  |                                  |

|  | Shuvuuia  |
|  |           |
|  | Mononykus |
|  |           |

|  | Parvicursor                      |
|  |                                  |
|  | alvarezsaurio de Tugriken Shireh |
|  |                                  |

|  | Shuvuuia  |
|  |           |
|  | Mononykus |
|  |           |

|  | Albertonykus                        |
|  |                                     |
|  | alvarezsaurio sin nombre (YPM 1049) |
|  |                                     |

|  | Parvicursor                      |
|  |                                  |
|  | alvarezsaurio de Tugriken Shireh |
|  |                                  |

|  | Shuvuuia  |
|  |           |
|  | Mononykus |
|  |           |

|  | Parvicursor                      |
|  |                                  |
|  | alvarezsaurio de Tugriken Shireh |
|  |                                  |

|  | Shuvuuia  |
|  |           |
|  | Mononykus |
|  |           |

|  | Parvicursor                      |
|  |                                  |
|  | alvarezsaurio de Tugriken Shireh |
|  |                                  |

|  | Shuvuuia  |
|  |           |
|  | Mononykus |
|  |           |

|  | Parvicursor                      |
|  |                                  |
|  | alvarezsaurio de Tugriken Shireh |
|  |                                  |

|  | Shuvuuia  |
|  |           |
|  | Mononykus |
|  |           |

|  | Albertonykus                        |
|  |                                     |
|  | alvarezsaurio sin nombre (YPM 1049) |
|  |                                     |

|  | Parvicursor                      |
|  |                                  |
|  | alvarezsaurio de Tugriken Shireh |
|  |                                  |

|  | Shuvuuia  |
|  |           |
|  | Mononykus |
|  |           |

|  | Parvicursor                      |
|  |                                  |
|  | alvarezsaurio de Tugriken Shireh |
|  |                                  |

|  | Shuvuuia  |
|  |           |
|  | Mononykus |
|  |           |

|  | Parvicursor                      |
|  |                                  |
|  | alvarezsaurio de Tugriken Shireh |
|  |                                  |

|  | Shuvuuia  |
|  |           |
|  | Mononykus |
|  |           |

|  | Parvicursor                      |
|  |                                  |
|  | alvarezsaurio de Tugriken Shireh |
|  |                                  |

|  | Shuvuuia  |
|  |           |
|  | Mononykus |
|  |           |

|  | Albertonykus                        |
|  |                                     |
|  | alvarezsaurio sin nombre (YPM 1049) |
|  |                                     |

|  | Parvicursor                      |
|  |                                  |
|  | alvarezsaurio de Tugriken Shireh |
|  |                                  |

|  | Shuvuuia  |
|  |           |
|  | Mononykus |
|  |           |

|  | Parvicursor                      |
|  |                                  |
|  | alvarezsaurio de Tugriken Shireh |
|  |                                  |

|  | Shuvuuia  |
|  |           |
|  | Mononykus |
|  |           |

|  | Parvicursor                      |
|  |                                  |
|  | alvarezsaurio de Tugriken Shireh |
|  |                                  |

|  | Shuvuuia  |
|  |           |
|  | Mononykus |
|  |           |

|  | Parvicursor                      |
|  |                                  |
|  | alvarezsaurio de Tugriken Shireh |
|  |                                  |

|  | Shuvuuia  |
|  |           |
|  | Mononykus |
|  |           |

|  | Albertonykus                        |
|  |                                     |
|  | alvarezsaurio sin nombre (YPM 1049) |
|  |                                     |

|  | Parvicursor                      |
|  |                                  |
|  | alvarezsaurio de Tugriken Shireh |
|  |                                  |

|  | Shuvuuia  |
|  |           |
|  | Mononykus |
|  |           |

|  | Parvicursor                      |
|  |                                  |
|  | alvarezsaurio de Tugriken Shireh |
|  |                                  |

|  | Shuvuuia  |
|  |           |
|  | Mononykus |
|  |           |

|  | Parvicursor                      |
|  |                                  |
|  | alvarezsaurio de Tugriken Shireh |
|  |                                  |

|  | Shuvuuia  |
|  |           |
|  | Mononykus |
|  |           |

|  | Parvicursor                      |
|  |                                  |
|  | alvarezsaurio de Tugriken Shireh |
|  |                                  |

|  | Shuvuuia  |
|  |           |
|  | Mononykus |
|  |           |

|  | Albertonykus                        |
|  |                                     |
|  | alvarezsaurio sin nombre (YPM 1049) |
|  |                                     |

|  | Parvicursor                      |
|  |                                  |
|  | alvarezsaurio de Tugriken Shireh |
|  |                                  |

|  | Shuvuuia  |
|  |           |
|  | Mononykus |
|  |           |

|  | Parvicursor                      |
|  |                                  |
|  | alvarezsaurio de Tugriken Shireh |
|  |                                  |

|  | Shuvuuia  |
|  |           |
|  | Mononykus |
|  |           |

|  | Parvicursor                      |
|  |                                  |
|  | alvarezsaurio de Tugriken Shireh |
|  |                                  |

|  | Shuvuuia  |
|  |           |
|  | Mononykus |
|  |           |

|  | Parvicursor                      |
|  |                                  |
|  | alvarezsaurio de Tugriken Shireh |
|  |                                  |

|  | Shuvuuia  |
|  |           |
|  | Mononykus |
|  |           |

|  | Albertonykus                        |
|  |                                     |
|  | alvarezsaurio sin nombre (YPM 1049) |
|  |                                     |

|  | Parvicursor                      |
|  |                                  |
|  | alvarezsaurio de Tugriken Shireh |
|  |                                  |

|  | Shuvuuia  |
|  |           |
|  | Mononykus |
|  |           |

|  | Parvicursor                      |
|  |                                  |
|  | alvarezsaurio de Tugriken Shireh |
|  |                                  |

|  | Shuvuuia  |
|  |           |
|  | Mononykus |
|  |           |

|  | Parvicursor                      |
|  |                                  |
|  | alvarezsaurio de Tugriken Shireh |
|  |                                  |

|  | Shuvuuia  |
|  |           |
|  | Mononykus |
|  |           |

|  | Parvicursor                      |
|  |                                  |
|  | alvarezsaurio de Tugriken Shireh |
|  |                                  |

|  | Shuvuuia  |
|  |           |
|  | Mononykus |
|  |           |

|  | Albertonykus                        |
|  |                                     |
|  | alvarezsaurio sin nombre (YPM 1049) |
|  |                                     |

|  | Parvicursor                      |
|  |                                  |
|  | alvarezsaurio de Tugriken Shireh |
|  |                                  |

|  | Shuvuuia  |
|  |           |
|  | Mononykus |
|  |           |

|  | Parvicursor                      |
|  |                                  |
|  | alvarezsaurio de Tugriken Shireh |
|  |                                  |

|  | Shuvuuia  |
|  |           |
|  | Mononykus |
|  |           |

|  | Parvicursor                      |
|  |                                  |
|  | alvarezsaurio de Tugriken Shireh |
|  |                                  |

|  | Shuvuuia  |
|  |           |
|  | Mononykus |
|  |           |

|  | Parvicursor                      |
|  |                                  |
|  | alvarezsaurio de Tugriken Shireh |
|  |                                  |

|  | Shuvuuia  |
|  |           |
|  | Mononykus |
|  |           |

|  | Albertonykus                        |
|  |                                     |
|  | alvarezsaurio sin nombre (YPM 1049) |
|  |                                     |

|  | Parvicursor                      |
|  |                                  |
|  | alvarezsaurio de Tugriken Shireh |
|  |                                  |

|  | Shuvuuia  |
|  |           |
|  | Mononykus |
|  |           |

|  | Parvicursor                      |
|  |                                  |
|  | alvarezsaurio de Tugriken Shireh |
|  |                                  |

|  | Shuvuuia  |
|  |           |
|  | Mononykus |
|  |           |

|  | Parvicursor                      |
|  |                                  |
|  | alvarezsaurio de Tugriken Shireh |
|  |                                  |

|  | Shuvuuia  |
|  |           |
|  | Mononykus |
|  |           |

|  | Parvicursor                      |
|  |                                  |
|  | alvarezsaurio de Tugriken Shireh |
|  |                                  |

|  | Shuvuuia  |
|  |           |
|  | Mononykus |
|  |           |

|  | Albertonykus                        |
|  |                                     |
|  | alvarezsaurio sin nombre (YPM 1049) |
|  |                                     |

|  | Parvicursor                      |
|  |                                  |
|  | alvarezsaurio de Tugriken Shireh |
|  |                                  |

|  | Shuvuuia  |
|  |           |
|  | Mononykus |
|  |           |

|  | Parvicursor                      |
|  |                                  |
|  | alvarezsaurio de Tugriken Shireh |
|  |                                  |

|  | Shuvuuia  |
|  |           |
|  | Mononykus |
|  |           |

|  | Parvicursor                      |
|  |                                  |
|  | alvarezsaurio de Tugriken Shireh |
|  |                                  |

|  | Shuvuuia  |
|  |           |
|  | Mononykus |
|  |           |

|  | Parvicursor                      |
|  |                                  |
|  | alvarezsaurio de Tugriken Shireh |
|  |                                  |

|  | Shuvuuia  |
|  |           |
|  | Mononykus |
|  |           |

|  | Albertonykus                        |
|  |                                     |
|  | alvarezsaurio sin nombre (YPM 1049) |
|  |                                     |

|  | Parvicursor                      |
|  |                                  |
|  | alvarezsaurio de Tugriken Shireh |
|  |                                  |

|  | Shuvuuia  |
|  |           |
|  | Mononykus |
|  |           |

|  | Parvicursor                      |
|  |                                  |
|  | alvarezsaurio de Tugriken Shireh |
|  |                                  |

|  | Shuvuuia  |
|  |           |
|  | Mononykus |
|  |           |

|  | Parvicursor                      |
|  |                                  |
|  | alvarezsaurio de Tugriken Shireh |
|  |                                  |

|  | Shuvuuia  |
|  |           |
|  | Mononykus |
|  |           |

|  | Parvicursor                      |
|  |                                  |
|  | alvarezsaurio de Tugriken Shireh |
|  |                                  |

|  | Shuvuuia  |
|  |           |
|  | Mononykus |
|  |           |

|  | Albertonykus                        |
|  |                                     |
|  | alvarezsaurio sin nombre (YPM 1049) |
|  |                                     |

|  | Parvicursor                      |
|  |                                  |
|  | alvarezsaurio de Tugriken Shireh |
|  |                                  |

|  | Shuvuuia  |
|  |           |
|  | Mononykus |
|  |           |

|  | Parvicursor                      |
|  |                                  |
|  | alvarezsaurio de Tugriken Shireh |
|  |                                  |

|  | Shuvuuia  |
|  |           |
|  | Mononykus |
|  |           |

|  | Parvicursor                      |
|  |                                  |
|  | alvarezsaurio de Tugriken Shireh |
|  |                                  |

|  | Shuvuuia  |
|  |           |
|  | Mononykus |
|  |           |

|  | Parvicursor                      |
|  |                                  |
|  | alvarezsaurio de Tugriken Shireh |
|  |                                  |

|  | Shuvuuia  |
|  |           |
|  | Mononykus |
|  |           |

|  | Albertonykus                        |
|  |                                     |
|  | alvarezsaurio sin nombre (YPM 1049) |
|  |                                     |

|  | Parvicursor                      |
|  |                                  |
|  | alvarezsaurio de Tugriken Shireh |
|  |                                  |

|  | Shuvuuia  |
|  |           |
|  | Mononykus |
|  |           |

|  | Parvicursor                      |
|  |                                  |
|  | alvarezsaurio de Tugriken Shireh |
|  |                                  |

|  | Shuvuuia  |
|  |           |
|  | Mononykus |
|  |           |

|  | Parvicursor                      |
|  |                                  |
|  | alvarezsaurio de Tugriken Shireh |
|  |                                  |

|  | Shuvuuia  |
|  |           |
|  | Mononykus |
|  |           |

|  | Parvicursor                      |
|  |                                  |
|  | alvarezsaurio de Tugriken Shireh |
|  |                                  |

|  | Shuvuuia  |
|  |           |
|  | Mononykus |
|  |           |

|  | Albertonykus                        |
|  |                                     |
|  | alvarezsaurio sin nombre (YPM 1049) |
|  |                                     |

|  | Parvicursor                      |
|  |                                  |
|  | alvarezsaurio de Tugriken Shireh |
|  |                                  |

|  | Shuvuuia  |
|  |           |
|  | Mononykus |
|  |           |

|  | Parvicursor                      |
|  |                                  |
|  | alvarezsaurio de Tugriken Shireh |
|  |                                  |

|  | Shuvuuia  |
|  |           |
|  | Mononykus |
|  |           |

|  | Parvicursor                      |
|  |                                  |
|  | alvarezsaurio de Tugriken Shireh |
|  |                                  |

|  | Shuvuuia  |
|  |           |
|  | Mononykus |
|  |           |

|  | Parvicursor                      |
|  |                                  |
|  | alvarezsaurio de Tugriken Shireh |
|  |                                  |

|  | Shuvuuia  |
|  |           |
|  | Mononykus |
|  |           |

|  | Albertonykus                        |
|  |                                     |
|  | alvarezsaurio sin nombre (YPM 1049) |
|  |                                     |

|  | Parvicursor                      |
|  |                                  |
|  | alvarezsaurio de Tugriken Shireh |
|  |                                  |

|  | Shuvuuia  |
|  |           |
|  | Mononykus |
|  |           |

|  | Parvicursor                      |
|  |                                  |
|  | alvarezsaurio de Tugriken Shireh |
|  |                                  |

|  | Shuvuuia  |
|  |           |
|  | Mononykus |
|  |           |

|  | Parvicursor                      |
|  |                                  |
|  | alvarezsaurio de Tugriken Shireh |
|  |                                  |

|  | Shuvuuia  |
|  |           |
|  | Mononykus |
|  |           |

|  | Parvicursor                      |
|  |                                  |
|  | alvarezsaurio de Tugriken Shireh |
|  |                                  |

|  | Shuvuuia  |
|  |           |
|  | Mononykus |
|  |           |

|  | Albertonykus                        |
|  |                                     |
|  | alvarezsaurio sin nombre (YPM 1049) |
|  |                                     |

|  | Parvicursor                      |
|  |                                  |
|  | alvarezsaurio de Tugriken Shireh |
|  |                                  |

|  | Shuvuuia  |
|  |           |
|  | Mononykus |
|  |           |

|  | Parvicursor                      |
|  |                                  |
|  | alvarezsaurio de Tugriken Shireh |
|  |                                  |

|  | Shuvuuia  |
|  |           |
|  | Mononykus |
|  |           |

|  | Parvicursor                      |
|  |                                  |
|  | alvarezsaurio de Tugriken Shireh |
|  |                                  |

|  | Shuvuuia  |
|  |           |
|  | Mononykus |
|  |           |

|  | Parvicursor                      |
|  |                                  |
|  | alvarezsaurio de Tugriken Shireh |
|  |                                  |

|  | Shuvuuia  |
|  |           |
|  | Mononykus |
|  |           |

|  | Albertonykus                        |
|  |                                     |
|  | alvarezsaurio sin nombre (YPM 1049) |
|  |                                     |

|  | Parvicursor                      |
|  |                                  |
|  | alvarezsaurio de Tugriken Shireh |
|  |                                  |

|  | Shuvuuia  |
|  |           |
|  | Mononykus |
|  |           |

|  | Parvicursor                      |
|  |                                  |
|  | alvarezsaurio de Tugriken Shireh |
|  |                                  |

|  | Shuvuuia  |
|  |           |
|  | Mononykus |
|  |           |

|  | Parvicursor                      |
|  |                                  |
|  | alvarezsaurio de Tugriken Shireh |
|  |                                  |

|  | Shuvuuia  |
|  |           |
|  | Mononykus |
|  |           |

|  | Parvicursor                      |
|  |                                  |
|  | alvarezsaurio de Tugriken Shireh |
|  |                                  |

|  | Shuvuuia  |
|  |           |
|  | Mononykus |
|  |           |

|  | Albertonykus                        |
|  |                                     |
|  | alvarezsaurio sin nombre (YPM 1049) |
|  |                                     |

|  | Parvicursor                      |
|  |                                  |
|  | alvarezsaurio de Tugriken Shireh |
|  |                                  |

|  | Shuvuuia  |
|  |           |
|  | Mononykus |
|  |           |

|  | Parvicursor                      |
|  |                                  |
|  | alvarezsaurio de Tugriken Shireh |
|  |                                  |

|  | Shuvuuia  |
|  |           |
|  | Mononykus |
|  |           |

|  | Parvicursor                      |
|  |                                  |
|  | alvarezsaurio de Tugriken Shireh |
|  |                                  |

|  | Shuvuuia  |
|  |           |
|  | Mononykus |
|  |           |

|  | Parvicursor                      |
|  |                                  |
|  | alvarezsaurio de Tugriken Shireh |
|  |                                  |

|  | Shuvuuia  |
|  |           |
|  | Mononykus |
|  |           |

|  | Albertonykus                        |
|  |                                     |
|  | alvarezsaurio sin nombre (YPM 1049) |
|  |                                     |

|  | Parvicursor                      |
|  |                                  |
|  | alvarezsaurio de Tugriken Shireh |
|  |                                  |

|  | Shuvuuia  |
|  |           |
|  | Mononykus |
|  |           |

|  | Parvicursor                      |
|  |                                  |
|  | alvarezsaurio de Tugriken Shireh |
|  |                                  |

|  | Shuvuuia  |
|  |           |
|  | Mononykus |
|  |           |

|  | Parvicursor                      |
|  |                                  |
|  | alvarezsaurio de Tugriken Shireh |
|  |                                  |

|  | Shuvuuia  |
|  |           |
|  | Mononykus |
|  |           |

|  | Parvicursor                      |
|  |                                  |
|  | alvarezsaurio de Tugriken Shireh |
|  |                                  |

|  | Shuvuuia  |
|  |           |
|  | Mononykus |
|  |           |

|  | Albertonykus                        |
|  |                                     |
|  | alvarezsaurio sin nombre (YPM 1049) |
|  |                                     |

|  | Parvicursor                      |
|  |                                  |
|  | alvarezsaurio de Tugriken Shireh |
|  |                                  |

|  | Shuvuuia  |
|  |           |
|  | Mononykus |
|  |           |

|  | Parvicursor                      |
|  |                                  |
|  | alvarezsaurio de Tugriken Shireh |
|  |                                  |

|  | Shuvuuia  |
|  |           |
|  | Mononykus |
|  |           |

|  | Parvicursor                      |
|  |                                  |
|  | alvarezsaurio de Tugriken Shireh |
|  |                                  |

|  | Shuvuuia  |
|  |           |
|  | Mononykus |
|  |           |

|  | Parvicursor                      |
|  |                                  |
|  | alvarezsaurio de Tugriken Shireh |
|  |                                  |

|  | Shuvuuia  |
|  |           |
|  | Mononykus |
|  |           |

|  | Albertonykus                        |
|  |                                     |
|  | alvarezsaurio sin nombre (YPM 1049) |
|  |                                     |

|  | Parvicursor                      |
|  |                                  |
|  | alvarezsaurio de Tugriken Shireh |
|  |                                  |

|  | Shuvuuia  |
|  |           |
|  | Mononykus |
|  |           |

|  | Parvicursor                      |
|  |                                  |
|  | alvarezsaurio de Tugriken Shireh |
|  |                                  |

|  | Shuvuuia  |
|  |           |
|  | Mononykus |
|  |           |

|  | Parvicursor                      |
|  |                                  |
|  | alvarezsaurio de Tugriken Shireh |
|  |                                  |

|  | Shuvuuia  |
|  |           |
|  | Mononykus |
|  |           |

|  | Parvicursor                      |
|  |                                  |
|  | alvarezsaurio de Tugriken Shireh |
|  |                                  |

|  | Shuvuuia  |
|  |           |
|  | Mononykus |
|  |           |

|  | Albertonykus                        |
|  |                                     |
|  | alvarezsaurio sin nombre (YPM 1049) |
|  |                                     |

|  | Parvicursor                      |
|  |                                  |
|  | alvarezsaurio de Tugriken Shireh |
|  |                                  |

|  | Shuvuuia  |
|  |           |
|  | Mononykus |
|  |           |

|  | Parvicursor                      |
|  |                                  |
|  | alvarezsaurio de Tugriken Shireh |
|  |                                  |

|  | Shuvuuia  |
|  |           |
|  | Mononykus |
|  |           |

|  | Parvicursor                      |
|  |                                  |
|  | alvarezsaurio de Tugriken Shireh |
|  |                                  |

|  | Shuvuuia  |
|  |           |
|  | Mononykus |
|  |           |

|  | Parvicursor                      |
|  |                                  |
|  | alvarezsaurio de Tugriken Shireh |
|  |                                  |

|  | Shuvuuia  |
|  |           |
|  | Mononykus |
|  |           |

|  | Albertonykus                        |
|  |                                     |
|  | alvarezsaurio sin nombre (YPM 1049) |
|  |                                     |

|  | Parvicursor                      |
|  |                                  |
|  | alvarezsaurio de Tugriken Shireh |
|  |                                  |

|  | Shuvuuia  |
|  |           |
|  | Mononykus |
|  |           |

|  | Parvicursor                      |
|  |                                  |
|  | alvarezsaurio de Tugriken Shireh |
|  |                                  |

|  | Shuvuuia  |
|  |           |
|  | Mononykus |
|  |           |

|  | Parvicursor                      |
|  |                                  |
|  | alvarezsaurio de Tugriken Shireh |
|  |                                  |

|  | Shuvuuia  |
|  |           |
|  | Mononykus |
|  |           |

|  | Parvicursor                      |
|  |                                  |
|  | alvarezsaurio de Tugriken Shireh |
|  |                                  |

|  | Shuvuuia  |
|  |           |
|  | Mononykus |
|  |           |

|  | Albertonykus                        |
|  |                                     |
|  | alvarezsaurio sin nombre (YPM 1049) |
|  |                                     |

|  | Parvicursor                      |
|  |                                  |
|  | alvarezsaurio de Tugriken Shireh |
|  |                                  |

|  | Shuvuuia  |
|  |           |
|  | Mononykus |
|  |           |

|  | Parvicursor                      |
|  |                                  |
|  | alvarezsaurio de Tugriken Shireh |
|  |                                  |

|  | Shuvuuia  |
|  |           |
|  | Mononykus |
|  |           |

|  | Parvicursor                      |
|  |                                  |
|  | alvarezsaurio de Tugriken Shireh |
|  |                                  |

|  | Shuvuuia  |
|  |           |
|  | Mononykus |
|  |           |

|  | Parvicursor                      |
|  |                                  |
|  | alvarezsaurio de Tugriken Shireh |
|  |                                  |

|  | Shuvuuia  |
|  |           |
|  | Mononykus |
|  |           |